# Anselmo Colzani
Anselmo Colzani (28 mars 1918, Budrio - 19 mars 2006, Milan) est un baryton italien dont la carrière s'étend des années 1940 jusqu'aux années 1980. Il fut particulièrement apprécié dans le répertoire italien et plus particulièrement dans les œuvres de Giuseppe Verdi et de Giacomo Puccini. Il commença sa carrière en Italie à partir de 1947 et commença à se produire régulièrement dans les meilleurs maisons d'opéra du pays comme La Scala. Vers le milieu des années 1950 il commença à apparaître dans les plus grandes maisons d'opéra d'Europe et des États-Unis. Selon Opera News, si sa voix « n'avait pas la beauté pure de celle [d'autres barytons], ses interprétations avaient une urgence toute italienne et unique, qui lui conférait une présence puissante et saisissante. »

## Jeunesse et apprentissage
Né à Budrio, à côté de Bologne dans une famille de musiciens amateurs de talent, il fut encouragé enfant à poursuivre une éducation musicale dans laquelle il ne s'impliqua sérieusement que des années plus tard. En 1936, à l'âge de dix-huit ans, il rentra dans l'armée italienne jusqu'à la fin de la 2e guerre mondiale. Ce n'est qu'après la guerre qu'il commença des études musicales sérieuses auprès de Corrado Zambelli à Bologne.

## Source
- (en) Cet article est partiellement ou en totalité issu de l’article de Wikipédia en anglais intitulé « Anselmo Colzani » (voir la liste des auteurs).